# Abdou Latif Coulibaly
Pour les articles homonymes, voir Coulibaly.
Abdou Latif Coulibaly, né le 20 octobre 1955 à Sokone, est un journaliste sénégalais.
Éditorialiste et journaliste d'investigation, ses enquêtes, ses reportages et autres articles font autorité dans le paysage médiatique de son pays[Selon qui ?].

## Biographie
Durant une vingtaine d'années, au groupe de presse privé Sud Communication au Sénégal, il assume de hautes fonctions administratives et éditoriales. Il dirige durant plusieurs années l'Institut supérieur des sciences de l'information de Dakar (ISSIC), une école de formation en journalisme et en communication du groupe Sud Communication. 
En mars 2009, il lance la publication d'un journal hebdomadaire, La Gazette. Ce nouveau journal au format magazine est rapidement apprécié par beaucoup de patriotes et de démocrates qui ont à cœur le développement et la consolidation du projet démocratique national[non neutre].
Il annonce en 2011 son intention d'être candidat à l'élection présidentielle de mars 2012 mais se rallie finalement à Moustapha Niasse, candidat de la coalition Bennoo Siggil Senegaal.
Le 29 octobre 2012, il est nommé ministre de la Promotion de la bonne gouvernance et porte-parole du deuxième gouvernement d'Abdoul Mbaye. Il devient ministre de la Culture le 7 septembre 2017, fonction qu'il occupe jusqu'au 15 avril 2019.Il est élu maire de la commune de Sokone après les élections locales de 2022 poste qu'il occupe jusqu'à présent.

## Écrits (sélection)
- Le Sénégal à l'épreuve de la démocratie : enquête sur 50 ans de lutte et de complots au sein de l'élite socialiste, 1999
- Wade, un opposant au pouvoir : l'alternance piégée ?, 2003
- Affaire Me Sèye : un meurtre sur commande, 2005
- Une démocratie prise en otage par ses élites : essai politique sur la pratique de la démocratie au Sénégal, 2006
- Loterie nationale sénégalaise : chronique d'un pillage organisé, 2007
- La Ressuscitée, 2007 (roman)
- Contes et mécomptes de l'ANOCI, 14 août 2009
- La République abîmée, 2011

### Filmographie
- Et si Latif avait raison !, film de Joseph Gaï Ramaka, Africa Dreaming, Paris, Lowave, 2006, 2 h 32 (DVD)